# Maurício Paiva de Lacerda
Maurício Paiva de Lacerda (Vassouras, 1 de junho de 1888 — Rio de Janeiro, 23 de novembro de 1959) foi um político, tribuno e escritor brasileiro. Destacou-se como defensor de operários comunistas e anarquistas.
Era filho do deputado federal, ex-ministro da Viação e Obras Públicas e ministro do STF, Sebastião de Lacerda. Seus irmãos Paulo de Lacerda e Fernando Paiva de Lacerda foram importantes dirigentes do Partido Comunista Brasileiro (PCB).
Deputado federal pelo Estado do Rio de Janeiro eleito para as legislaturas de 1912, 1915 e 1918.
Prefeito de Vassouras de 1915 a 1920, e de 1932 a 1935.
Foi dirigente do Partido Comunista Brasileiro, tendo sido preso em 1936 acusado de participar da Intentona Comunista de 1935. Contudo, quando houve a redemocratização do país em 1945, vinculou-se à União Democrática Nacional (UDN), partido anticomunista.
Foi pai do homem político, jornalista e escritor Carlos Lacerda.